# تظاهرات ضد جنگ ۲۷ ژانویه ۲۰۰۷

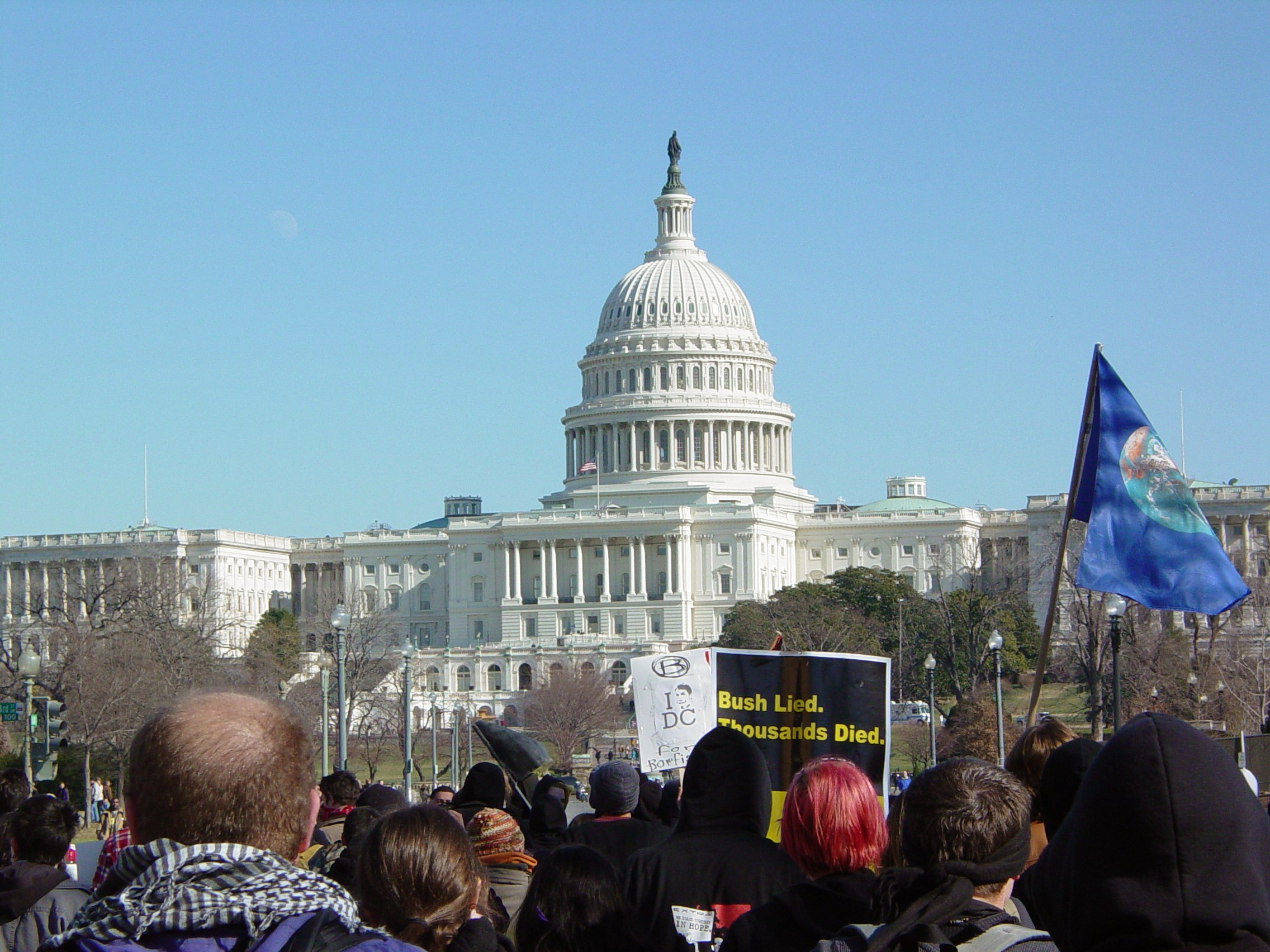
تظاهرات در واشینگتن دی سی که توسط گروه اتحاد برای صلح و عدالت سازماندهی شد

تظاهرات ضد جنگ ۲۷ ژانویه ۲۰۰۷ یک راهپیمایی ضد جنگ بود که توسط گروه اتحاد برای صلح و عدالت در واشینگتن دی سی برگزار شد. این رویداد رسمی شامل یک تجمع و راهپیمایی در مقابل ساختمان کنگره ایالات متحده بود.
در این تظاهرات تصویربرداری هوایی تعداد شرکت کنندگان را حداقل ۵۰۰۰۰۰ نفر برآورد کرده‌است. آسوشیتدپرس اعلام کرده‌است که این راهپیمایی «ده‌ها هزار نفر» را به خود اختصاص داد.

## راهپیمایی کوچک دانشجویان برای یک جامعه دموکراتیک

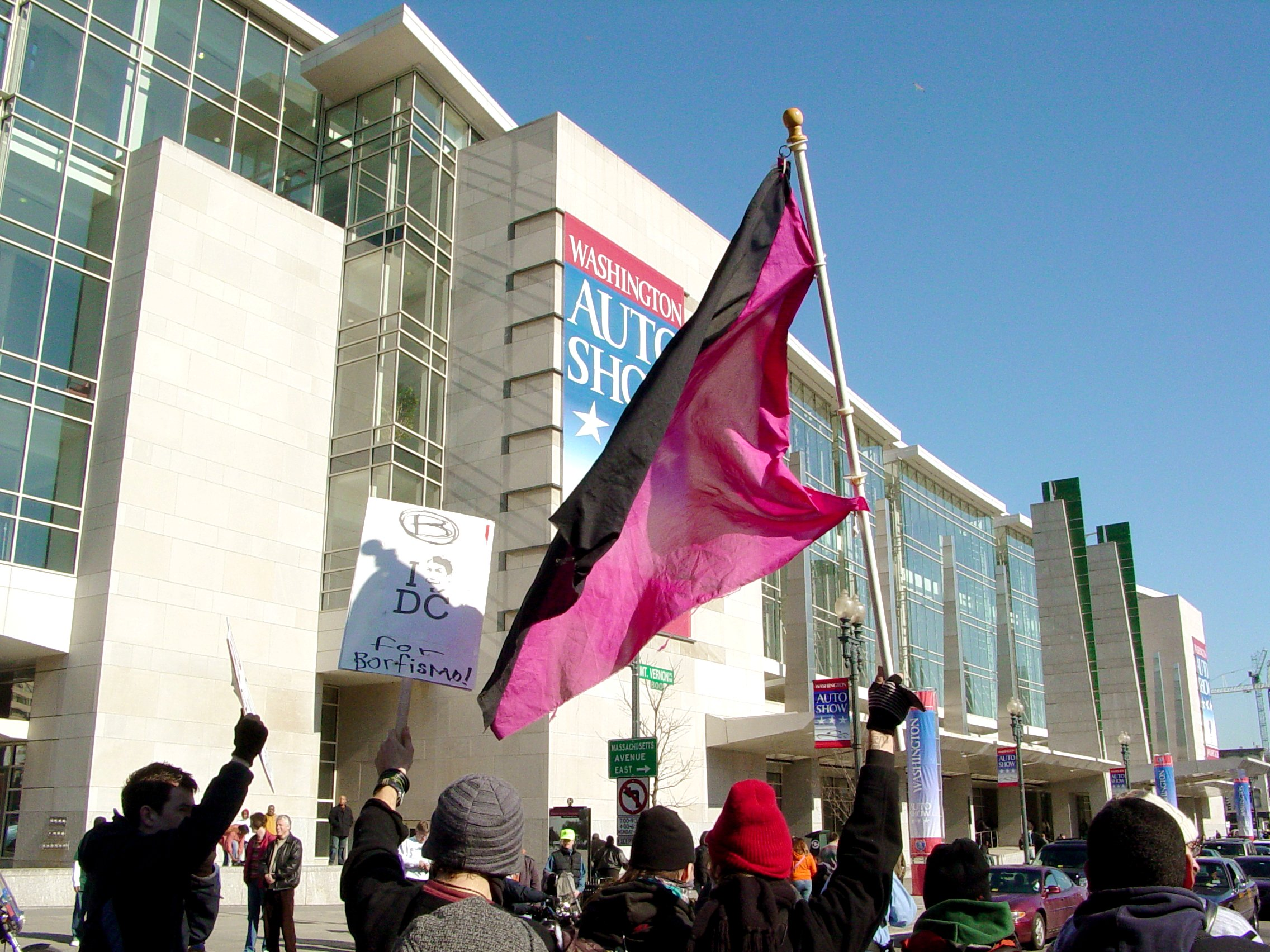
شرکت کنندگان آنارشیست در راهپیمایی تکمیلی که دانشجویان رادیکال به سمت تجمع اصلی حرکت کردند

یک بلوک سیاه، توسط دانشجویان برای یک جامعه دموکراتیک سازماندهی شد، و به عنوان «بلوک جوانان رادیکال» در سایت مرکز رسانه‌ای مستقل در واشینگتن دی سی تبلیغ شد، در دایره دوپونت گرد هم آمدند تا یک راهپیمایی مکمل را به سمت تجمع اصلی در مرکز خرید ملی آغاز کنند. راهپیمایی از دایره دوپونت به سمت مرکز خرید تا تقاطع آن با خیابان هفتم شمال غربی در نزدیکی مرکز همایش واشینگتن دنبال کرد. راهپیمایی مکمل از پشت راهپیمایی جریان اصلی ادامه یافت.

### با عجله به کاخ کنگره آمریکا بروید
پلیس کاخ کنگره آمریکا راهپیمایی مکمل دانشجویان برای یک جامعه دموکراتیک را در نزدیکی مریلند متوقف کرد. هنگامی که راهپیمایی به سمت شمال چرخید، پلیس مانع از معترضانی شد که به سمت چمن کنگره می‌رفتند. سایر معترضان، هم از راهپیمایی در مرکز خرید، به سمت دیگری حرکت کردند. سپس پلیس کاخ کنگره آمریکا به ساختمان کنگره بازگشت.

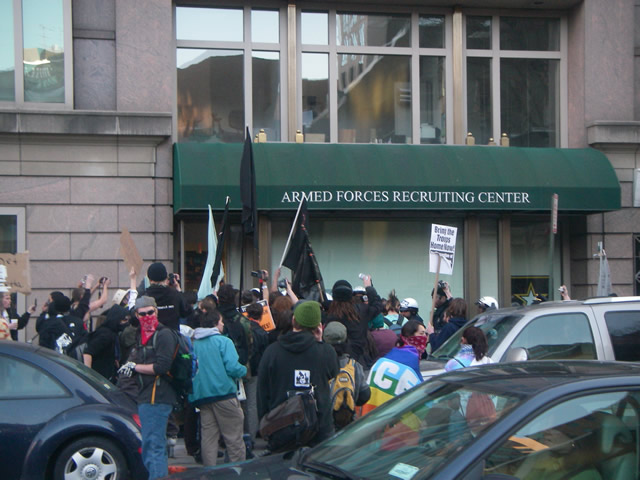
راهپیمایی به سمت مرکز جذب نیروهای مسلح

### مارس به مرکز استخدام
در اواخر بعد از ظهر، حدود ۳۰ نفر از تظاهرکنندگان به سمت مرکز جذب نیروهای مسلح در خیابان ۱۴ راهپیمایی کردند. پنجره مرکز استخدام شکسته شد، و تظاهرکنندگان بلافاصله پس از آن متفرق شدند.

## اعتراضات متقابل
تظاهرات متقابل که توسط جمهوری آزاد سازماندهی شده بود، با حضور حدود ۳۰ نفر، در این حوالی برگزار شد. سازمان دهندگان تظاهرات متقابل ادعا کردند که تلاش‌های گروه‌های ضد جنگ به جنگ ایالات متحده علیه تروریسم آسیب می‌رساند.